# Oveja chilota
El ovino criollo chilote, cordero chilote u oveja chilota es una raza ovina criada de forma tradicional en el archipiélago de Chiloé (Chile). Son animales pequeños y rústicos, con resistencia a las condiciones de alta humedad que existen en la zona, baja aptitud cárnica y alta prolificidad. Su vellón es de lana gruesa y puede ser de color blanco, negro, gris o manchado de blanco y negro.

## Historia
Las ovejas fueron introducidas en Chiloé por los conquistadores españoles en el siglo XVI. A causa del aislamiento del territorio el intercambio genético con otras razas fue escaso, mientras que se produjo una alta endogamia e, incluso, la diferenciación en subpoblaciones de la isla Grande y las islas vecinas. A fines del siglo XX se realizaron diversos programas de mejora genética que consistieron en la introducción de carneros de la raza suffolk down, entre otras, de manera que la gran mayoría de los ovinos que existen en Chiloé en el siglo XXI son producto de estas mezclas. Desde 2005 se realizaron investigaciones acerca de las ovejas criollas del archipiélago y así se descubrió que se trataba de una raza diferente a las otras, emparentada con las ovejas churras y castellanas de España. Las ovejas churras llevadas a América procedían concretamente de la raza churra lebrijana, una variedad de la churra, autóctona de la provincia de Sevilla.
El 11 de septiembre de 2012 se celebró en Santiago de Chile una ceremonia de entrega de la probatoria para la obtención de la denominación de origen para el cordero chilote. El 2 de diciembre de 2014, el INAPI otorgó la indicación geográfica para la carne de corderos criados en Chiloé, alimentados con productos de praderas naturales y nacidos de una oveja chilota cruzada con carneros de la misma raza, suffolk down, texel o dorset.